# 1966-os magyar birkózóbajnokság
Az 1966-os magyar birkózóbajnokság az ötvenkilencedik magyar bajnokság volt. A kötöttfogású bajnokságot április 23. és 24. között, a szabadfogású bajnokságot pedig április 21. és 22. között rendezték meg, mindkettőt Budapesten, a Nemzeti Sportcsarnokban.

## Eredmények

### Férfi kötöttfogás
| Versenyszám  | Arany                        | Arany | Ezüst                             | Ezüst | Bronz                       | Bronz |
| ------------ | ---------------------------- | ----- | --------------------------------- | ----- | --------------------------- | ----- |
| Lepkesúly    | Alker Imre Ferencvárosi TC   |       | Kupcsik Lajos Csepel SC           |       | Száraz László Bp. Spartacus |       |
| Légsúly      | Bolla József Újpesti Dózsa   |       | Balogh János Szolnoki MÁV         |       | Gonda Viktor Diósgyőri VTK  |       |
| Pehelysúly   | Kátai József Ferencvárosi TC |       | Gutman József Diósgyőri VTK       |       | Gubik Rezső Vasas SC        |       |
| Könnyűsúly   | Deli József Vasas SC         |       | Hornyák József Honvéd ETI         |       | Steer Antal BVSC            |       |
| Váltósúly    | Kovács Sándor Szegedi VSE    |       | Urbanovics Miklós Ferencvárosi TC |       | Rizmajer György MTK         |       |
| Középsúly    | Sillai László Győri Dózsa    |       | Pintér István BVSC                |       | Pércsi József Bp. Honvéd    |       |
| Félnehézsúly | Kiss Ferenc Ganz-MÁVAG VSE   |       | Csatári József Bp. Honvéd         |       | Kovács János Debreceni VSC  |       |
| Nehézsúly    | Kozma István Vasas SC        |       | Piti Péter Vasas SC               |       | Budavári Árpád Pécsi VSK    |       |

### Férfi szabadfogás
| Versenyszám  | Arany                             | Arany | Ezüst                          | Ezüst | Bronz                             | Bronz |
| ------------ | --------------------------------- | ----- | ------------------------------ | ----- | --------------------------------- | ----- |
| Lepkesúly    | Ölveti László Debreceni VSC       |       | Kupcsik Lajos Csepel SC        |       | Erdős Márton Bp. Honvéd           |       |
| Légsúly      | Gonda Viktor Diósgyőri VTK        |       | Idei Lajos Vasas SC            |       | Deák Balázs Bp. Spartacus         |       |
| Pehelysúly   | Kellermann József Bp. Honvéd      |       | Szabó László Vasas SC          |       | Fodor Imre Debreceni VSC          |       |
| Könnyűsúly   | Varga István BVSC                 |       | Trázsi István Honvéd ETI       |       | Komóczi Gábor Dunaújvárosi Kohász |       |
| Váltósúly    | Urbanovics Miklós Ferencvárosi TC |       | Balassa János Kecskeméti TE    |       | Bajkó Károly Csepel Autó VSE      |       |
| Középsúly    | Hollósi Géza Bp. Honvéd           |       | Pércsi József Bp. Honvéd       |       | Barsi Árpád Győri Vasas ETO       |       |
| Félnehézsúly | Csatári József Bp. Honvéd         |       | Botond Imre Orosházi Spartacus |       | Irázi Sándor Újpesti Dózsa        |       |
| Nehézsúly    | Kozma István Vasas SC             |       | Reznák János Ceglédi VSE       |       | Nyers László Dunaújvárosi Kohász  |       |